# 九八式輕轟炸機
九八式輕轟炸機（日语：九八式輕爆擊機，簡稱：九八輕爆），日本軍方代號Ki-32，是日本帝國陸軍的一款俯衝轟炸機，由川崎重工開發及生產，盟軍於1942年給予代號「Mary」。

## 研發史
1936年5月，日本帝國陸軍提出開發九三式輕轟炸機的後繼機型，並提出設計的要求，包括在3,000公尺的發行高度要最小達到時速400公里，在8分鍾內爬升到3,000公尺，可攜帶一枚300公斤至450公斤的炸彈，向前及向後各有一挺機槍，以及可作60度的俯衝轟炸。三菱重工和川崎重工都呈交了自己的設計方案，日本陸軍於1936年12月要求三菱和川崎各自制作樣機接受測試，三菱的設計獲分配代號Ki-30，而川崎的設計則爲Ki-32。
川崎重工的設計參考了引進自納粹德國的He 118俯衝轟炸機，動力來自機頭的一具Ha9-II乙液冷式V12汽油引擎，最大出力馬力850匹，這款引擎的原型是川崎重工從德國取得授權生產的BMW VI。亨克爾開發的He 118因為俯衝時的減速性較差，不能作超過50度的俯衝，納粹德國空軍最後選擇了可作近乎垂直俯衝的容克斯Ju 87。川崎沒有照抄He 118，而是根據本身的需求重新設計，包括在機翼安裝了用於控制俯衝制速度的減速板，以符合日本軍方可作60度俯衝轟炸的要求。
川崎的Ki-32於1937年3月首次試飛，只比競爭對手三菱的Ki-30晚不足一個月，川崎之後生產多7架原型機。川崎和三菱的原型機在基本構型、機翼設計、人員配置和武器裝備等方面都頗為相似，亦同樣採用固定式起落架，兩者最大的分別是機頭的引擎，三菱的Ki-30採用的中島Ha5屬於當時日本飛機常用的氣冷式引擎，川崎在Ki-32採用自家製造的Ha9-II乙液冷式引擎，液冷式引擎在英、德等西歐航空先進國是十分流行的設計，這種引擎無需在引擎罩的前方設置大型氣冷開口，引擎罩可設計成較低風阻的流線型。川崎取得BMW授權可在日本生產其設計的液冷式航空引擎，但液冷式引擎對加工及裝配的工藝要求較高，也並非當時日本航空工業界熟悉的設計，所以日本生產的液冷式引擎在可靠度方面一直不及氣冷式引擎。
1937年6月，因為兩者的性能都達到軍方設定的要求，但是三菱的Ki-30使用日本當時比較可靠的氣冷式引擎，所以獲得日本陸軍正式採用，並被命名為「九七式輕轟炸機」（日语：九七式輕爆擊機），落敗的川崎只在同年8月獲得多造5架原型機供繼續測試的訂單，不過中日戰爭在同年爆發，日本陸軍飛行戰隊對新款的俯衝轟炸機大有需求，川崎的Ki-32經改良後敗部復活，於1938年8月獲日本軍方正式採用，並依據天皇紀年（紀元2598年）而被命名爲「九八式輕轟炸機」（日语：九八式輕爆擊機），隨即進入量產，高峰期月產達50架，在1940年5月結束生產時共有854架出廠，數量比當初獲勝的三菱Ki-30約700架的產量更多。

## 實戰應用
九八式輕轟炸機是日軍正式採用的軍機中少數配用液冷式航空引擎的機型之一，其機頭引擎罩的造型、縱列雙座的配置及固定式起落架成為該機型的外觀特徵，但因為日本航空工業界對液冷式引擎的技術掌握遠不如氣冷式引擎，所以日本的液冷式航空引擎的可靠性並不理想，故障率偏高，連帶也影響到採用九八式的機隊妥善率，日軍的前線單位也因此對九八式缺乏好評，日本液冷式航空引擎所存在的可靠性問題，到後來推出的三式戰鬥機及彗星艦上轟炸機也沒有得到徹底的解決。雖然受到液冷式引擎的可靠性困擾，但九八式仍然活躍於二戰初期的戰事，曾經裝備九八式的日本陸軍飛行戰隊包括第3、6、35、45、65及75，包括中日戰爭和1939年的蘇日諾門罕戰役。1941年12月太平洋戰爭爆發，日軍隨即入侵香港，第45飛行戰隊的27架九八式在清晨空襲啟德機場一帶，香港戰役成為九八式參與的最後一次主要作戰，九八式於1942年起淡出第一線，改作爲教練機使用。

## 基本資料
- 乘員：2人（前座駕駛和後座機槍手）
- 機長：11.64米
- 翼展：15米
- 機高：2.9米
- 空重：2,349公斤
- 最重：3,762公斤
- 機翼面積：34平方米
- 最快速度：423公里/小時
- 航程：1,220公里
- 昇限：8,900米
- 發動機：川崎重工Ha9-II乙（日语：ハ9 (エンジン)）液冷式汽油引擎（850匹馬力）[1]
- 武裝：機頭兩挺7.7毫米口徑機槍，機後一挺7.7毫米口徑機槍，最多可攜帶450公斤的炸彈

## 使用國家
- 日本
- 滿洲國
- 印度尼西亞

### 書籍
- Francillon, Ph.D., René J. . London: Putnam & Company Ltd. 1979. ISBN 0-370-30251-6.

## 外部連結
- 日本Ki-32轟炸機